# Eugenio Camillo Costamagna

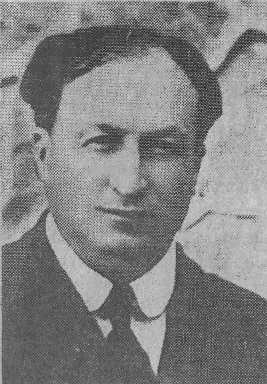
Costamagna attorno ai 50 anni d'età.

Eugenio Camillo Costamagna (San Michele Mondovì, 1864 – Milano, 1918) è stato un giornalista italiano.

## Biografia
Nel 1895 fondò a Torino il bisettimanale La Tripletta, nome ispirato a un modello di bicicletta a tre posti. L'anno dopo, assieme ad Eliso Rivera, fu il fondatore a Milano della Gazzetta dello Sport (3 aprile 1896).
Fu tra i coordinatori del Giro di Lombardia, del Giro del Piemonte e infine del Giro d'Italia, evento creato (nel 1909) e organizzato dallo stesso quotidiano milanese. Rimase alla guida della Gazzetta dello Sport per 16 anni, dalla fondazione al 31 dicembre 1912, quando lasciò la direzione del giornale e tornò a Torino.
Nella città sabauda fu, nel 1913, tra i fondatori di una nuova pubblicazione, Lo Sport del Popolo. L'editore era lo stesso della Gazzetta del Popolo, il quotidiano più letto nella città sabauda. Il primo numero uscì il 4 aprile 1913 Diretto concorrente del suo ex quotidiano, Lo Sport del Popolo usciva tre volte alla settimana ed era stampato su carta rosa, lo stesso colore rosa della Gazzetta milanese.
Cinque anni dopo, Costamagna morì prematuramente.
Le sue spoglie riposano a San Michele Mondovì in provincia di Cuneo, suo paese d'origine.
Senza avere la pretesa di fare della storia, cosa punto compatibile col carattere di questo giornale, noi ci limiteremo ad accennare alla differenza del significato che lo sport può avere nell'epoca odierna, qualora lo si voglia comparare col passato. Nell'aurea età Greca, lo sport era la vera sublimazione della forza fisica, unita però al sentimento artistico. Gli Elleni non scindevano mai l'uno dall'altro e l'estetica doveva essere rispettata sempre. L'atleta nel maximum dello sforzo conservava sereno il sorriso sulle labbra e la persona atteggiata alla più leggiadra e plastica delle pose. Presso di noi moderni, invece lo sport ha significati diversi.
Per alcuni esso riveste carattere di divertimento, per altri forma oggetto dì studio, per i più diventa una quistione di vita. L'attività febbrile la quale caratterizza questa fine di secolo, finì col corrompere le intenzioni purissime dello sport. Quello che prima non tendeva se non a migliorare la natura umana, portando il fisico a quella ideal bellezza la quale forma il sogno dell'artista, ora divenne un mezzo per arrivare a un fine determinato. Quello che materialmente il nostro fisico doveva dare, non bastava più. Le velocità detenute in corsa, i lunghi percorsi fatti a piedi, erano insufficienti alla febbre crescente di soverchiarsi e nacquero le macchine. Alla forza si unì l'ingegno ed ecco quindi lo sport a prendere una vìa nuovissima dì applicazione.
Di pari passo coi nuovi mezzi sta pure crescendo l'umana curiosità. Se prima la vittoria di un atleta era appena notata, più tardi divenne oggetto di commenti ed ora si cerca con crescente curiosità di conoscerne l'esito in precedenza degli altri. La cesta del pensiero s'affaccia su tutte le intrinsecazioni umane. Nessuna istituzione mette in giuoco le legittime ambizioni nazionali quanto lo sport. Esso sotto la forma la più cortese, la più amichevole, riunisce tutte le rivalità eccitando una curiosità immensa nell'animo di tutti.
Per trattare quindi lo sport bisogna sentirsi in grado di correre coi tempi, prevedere, arrivare. I giornali sportivi non devono soltanto fornire le notizie, commentare il progresso, registrare il successo, no, essi devono predire, correre l'alea stessa di tutte le cose di questo fine di secolo, devono arrivare. Arriveremo? Modestamente osiamo sperarlo, ad ogni modo non sarà certo da parte nostra che finiranno volontà e tenacia di propositi.